# Francesc Vicente i Cisneros
Francesc Vicente i Cisneros (Barcelona, 24 de gener del 1936) és un músic, compositor i instrumentista de flabiol i contrabaix

## Biografia
Estudià a l'Escola Municipal de Música de Barcelona i al Conservatori del Liceu, on aprengué contrabaix i piano; també va fer flabiol amb Narcís Paulís. Posteriorment tocà en les cobles Verneda (Barcelona, anys 60), Inspiració (Sant Sadurní d'Anoia, 1971-1973), Triomfal (Igualada, 1974-1976), Costa Daurada (Mataró, 1977-1978), La Principal de Barcelona (1979-1980), Atlàntida (Girona, 1982-1985), Ciutat Comtal (1986-1988) i Badalona (1988-1991); i també tocà en les Orquestra de Cambra de Pompeia i l'Orquestra Simfònica de la Universitat de Bellaterra.
En la seva faceta de compositor ha vist premiades algunes de les seves sardanes; també ha estat autor de música coral, balls de saló, i ha musicat poemes per a infants de Joana Raspall i música de cambra.

## Obres

### Sardanes
- Batzegades (1982), Finalista en el concurs "Noves Experiencies" enregistrada per la cobla La Principal de la Bisbal en Disc fonogràfic LP Novasardana 87 (Barcelona: Audiovisuals de Sarrià, 1988 ref. AVS 20.0137)
- Castellbisbal Sardanista (1993) Dedicada a la Colla Sardanista Marinada de Castellbisbal
- Cel rogent (1982), Dedicada a la Colla Sardanista Cel Rogent de Teia
- Ceret, del carrer Vell al carrer Nou (1982), Dedicada al Foment de la Sardana de Ceret
- D'Iluro a Mataró (2009), segon premi del concurs "Mataró [Ciutat Pubilla de la Sardana] 2009", enregistrada per la cobla Sant Jordi en Disc compacte[DC] Concert de sardanes (Barcelona: Audiovisuals de Sarrià, 2009 ref. AVS 5.2157)
- La festa del poble (1988), finalista en el XVI Memorial Francesc Basil. Premi Ciutat de Figueres
- Entristidora (1993) (inedita)
- Germans occitans (1976) sardana-himne. Dedicada al CAOC [Cercle Agermanament Occità Català]
- Muntanya de Montjuïc (1967), enregistrada en Disc fonogràfic Belter 3r. Premi en el Concurs Escalada de Montjuïc(Barcelona: ref. 52.251), particel·les
- Ramblejant (1973), sardana dedicada a l'Associació de Comerciants de les Rambles de Barcelona.
- El Rabadà Congelat. (2000) sardana nadalenca (inedita)